# Liar, Liar (песня)
Liar, Liar — сингл группы The Castaways, записанный в 1965 году, и попавший в рейтинг Billboard Hot 100, где занял 12 место.
Песня включена в известный сборник Nuggets: Original Artyfacts from the First Psychedelic Era.
«Liar, Liar» был первым и единственным хитом группы The Castaways. Она была написана участниками James Donna и Denny Craswell.
Характерный фальцет гитариста Robert Folschow слышен в вокальной части «Liar, Liar».

## Другие версии
- Мустанги (группа из США 60-х годов) из Риверсайд, Калифорния, записали другую версию «Liar, Liar» в 1966 году.
- Испанская группа Los Iberos также издала версию в 1969 году.
- Phranc включили трек с таким названием в свой альбом.
- В 2007 году голландская хип-хоп группа использовала инструментальные хита «Liar, Liar» и сделала новый хит-песню «Dom, Lomp & Famous».
- Elgazelle, группа из Манчестера, Англия, записали версию песни.
- Дебби Харри записала композицию для саундтрека к фильму «Замужем за мафией» в 1988 году.[2]

## В искусстве
Песню можно услышать в ряде художественных фильмов, в том числе в «англ. Animal House», «Доброе утро, Вьетнам» и «Карты, деньги, два ствола».
Также «Liar, Liar» звучит в фильме «Мир бикини», вышедшем на экраны в 1967 году.

## Чарты
| Год  | Исполнитель   | Чарт                              | Наивысшая позиция |
| ---- | ------------- | --------------------------------- | ----------------- |
| 1965 | The Castaways | U.S. Billboard Hot 100            | 12                |
| 1989 | Дебби Харри   | U.S. Billboard Modern Rock Tracks | 14                |